# Acta Agriculturae Universitatis Henanensis
Acta Agriculturae Universitatis Henanensis (abreviado Acta Agric. Univ. Henan.) fue una revista con ilustraciones y descripciones botánicas que fue publicada en Henan desde 1960 hasta 1978.